# Kurima
Kurima je obec na Slovensku v okrese Bardejov. Žije zde přibližně 1 100 obyvatel, první písemná zmínka pochází z roku 1270. Nachází se zde římskokatolický gotický kostel svatého Michaela archanděla zmiňovaný již ve 14. století. Kolem poloviny 16. století obec získala trhové právo.